# Chionaema bellissima
Chionaema bellissima là một loài bướm đêm thuộc phân họ Arctiinae, họ Erebidae.